# Васильково (Вологодская область)
Васильково — деревня в Бабаевском районе Вологодской области.
Входит в состав Пожарского сельского поселения, с точки зрения административно-территориального деления — в Пожарский сельсовет.
Расстояние по автодороге до районного центра Бабаево — 79 км, до центра муниципального образования деревни Пожара — 9 км. Ближайшие населённые пункты — Афонино, Терьково, Чуниково.
По данным переписи в 2002 году постоянного населения не было.